# Dolmen du Chardy
Le dolmen du Chardy est un dolmen situé à Orsennes dans le département de l'Indre, en région Centre-Val de Loire.

## Historique
Le dolmen est mentionné pour la première fois en 1868 par l'abbé Mingasson. L'édifice est classé par liste au titre des monuments historiques en 1889. En septembre 1945, le docteur Jacques Allain effectue un sondage archéologique sous la table qui ne livre que des scories de forge, des tessons minuscules de poterie et deux pièces de monnaie très oxydées datées du Moyen Âge. L'édifice avait déjà été antérieurement fouillé sans que les résultats des fouilles ne soient connus.

## Description

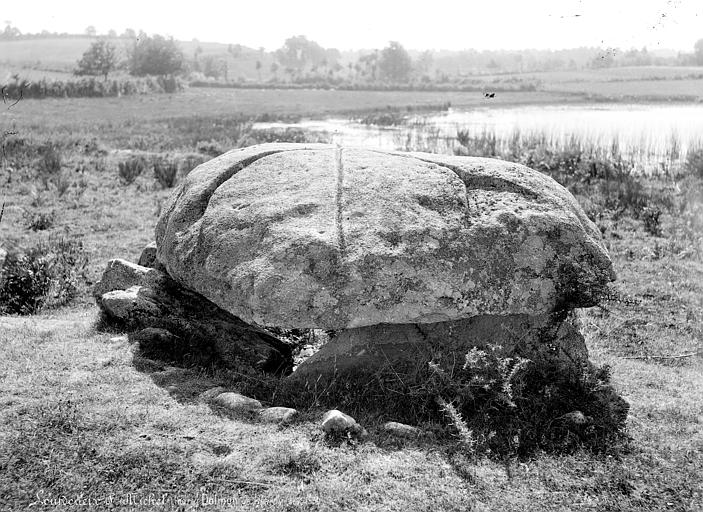
Le dolmen en 1890.

Le dolmen se compose d'une table de couverture de forme arrondie (3 m sur 2,90 m) reposant sur trois piliers, dont deux dalles très minces d'une épaisseur maximale de 0,30 m. Une quatrième dalle s'est affaissée à la suite d'une fouille clandestine intervenue en 1982. Un bloc gisant à environ 3,25 m de l'ensemble devait vraisemblablement y appartenir à l'origine. Toutes les dalles sont en granite, roche d'origine locale qui affleure naturellement à environ 450 m du monument.
La table comporte plusieurs gravures : une longue rainure rectiligne qui la traverse d'un bord à l'autre, un cercle et une croix. L'historien Michel Aubrun a démontré que la rainure rectiligne et la croix correspondent à des marques de bornage datant de 1752, elles sont mentionnées dans un compte-rendu de bornage des terres du couvent de Grandmont. La rainure indique explicitement la séparation entre les différents propriétaires et la croix le côté appartenant au couvent. D'autres bornes, comportant des gravures de même facture, existent encore. Le cercle est plus récent, il correspond à une tentative de débitage d'une meule en bordure qui a du intervenir au cours du XIXe siècle puisque l'abbé Mignasson signale déjà son existence.

## Photographie
Le dolmen du Chardy est photographié en 1890 par Séraphin-Médéric Mieusement, le négatif est conservé à la médiathèque de l'architecture et du patrimoine.